# Bocconia glaucifolia
Bocconia glaucifolia är en vallmoväxtart som beskrevs av Hutchinson. Bocconia glaucifolia ingår i släktet Bocconia och familjen vallmoväxter. Inga underarter finns listade i Catalogue of Life.